# Aeroportul Ubon Ratchathani
Aeroportul Ubon Ratchathani (IATA: UBP, ICAO: VTUU) este un aeroport din Nai Mueang⁠(d), Districtul Mueang Ubon Ratchathani, Provincia Ubon Ratchathani, Thailanda ce deservește zona Candle festival⁠(d). Aeroportul a fost tranzitat în 2020 de 1.063.105 pasageri.
Situat la o altitudine de 124 m, aeroportul dispune de o singură pistă.